# 1243
| 1243               |
| ------------------ |
| Dødsfald - Fødsler |
|                    |

| Gregoriansk kalender | 1243 MCCXLIII           |
| Ab urbe condita      | 1996                    |
| Armensk kalender     | 692 ԹՎ ՈՂԲ              |
| Kinesiske kalender   | 3939 – 3940 壬寅 – 癸卯 |
| Etiopisk kalender    | 1235 – 1236             |
| Jødisk kalender      | 5003 – 5004             |
| Hindukalendere       |                         |
| - Vikram Samvat      | 1298 – 1299             |
| - Shaka Samvat       | 1165 – 1166             |
| - Kali Yuga          | 4344 – 4345             |
| Iransk kalender      | 621 – 622               |
| Islamisk kalender    | 640 – 641               |

Konge i Danmark: Erik Plovpenning, med 1232 og ene 1241-1250
Se også 1243 (tal)

## Begivenheder
- 25. juni – Innocens 4. bliver ny pave, indtil sin død 7. december 1254, efter Pave Celestin 4. døde 10. november 1241.
- 31. marts – Hjørring bliver købstad. Andre byer der også får købstadsrettigheder er bl.a. Tønder.

## Født
- 31. maj - Jakob 2. af Mallorca, konge af Mallorca (død 1311).